# Nannochorista neotropica
Nannochorista neotropica är en näbbsländeart som beskrevs av Navás 1928. Nannochorista neotropica ingår i släktet Nannochorista och familjen Nannochoristidae. Inga underarter finns listade i Catalogue of Life.